# Bolbocerodema kiyoyamai
Bolbocerodema kiyoyamai là một loài bọ cánh cứng trong họ Geotrupidae. Loài này được Nomura miêu tả khoa học năm 1973.